# Lamentación sobre Cristo muerto (Signorelli)

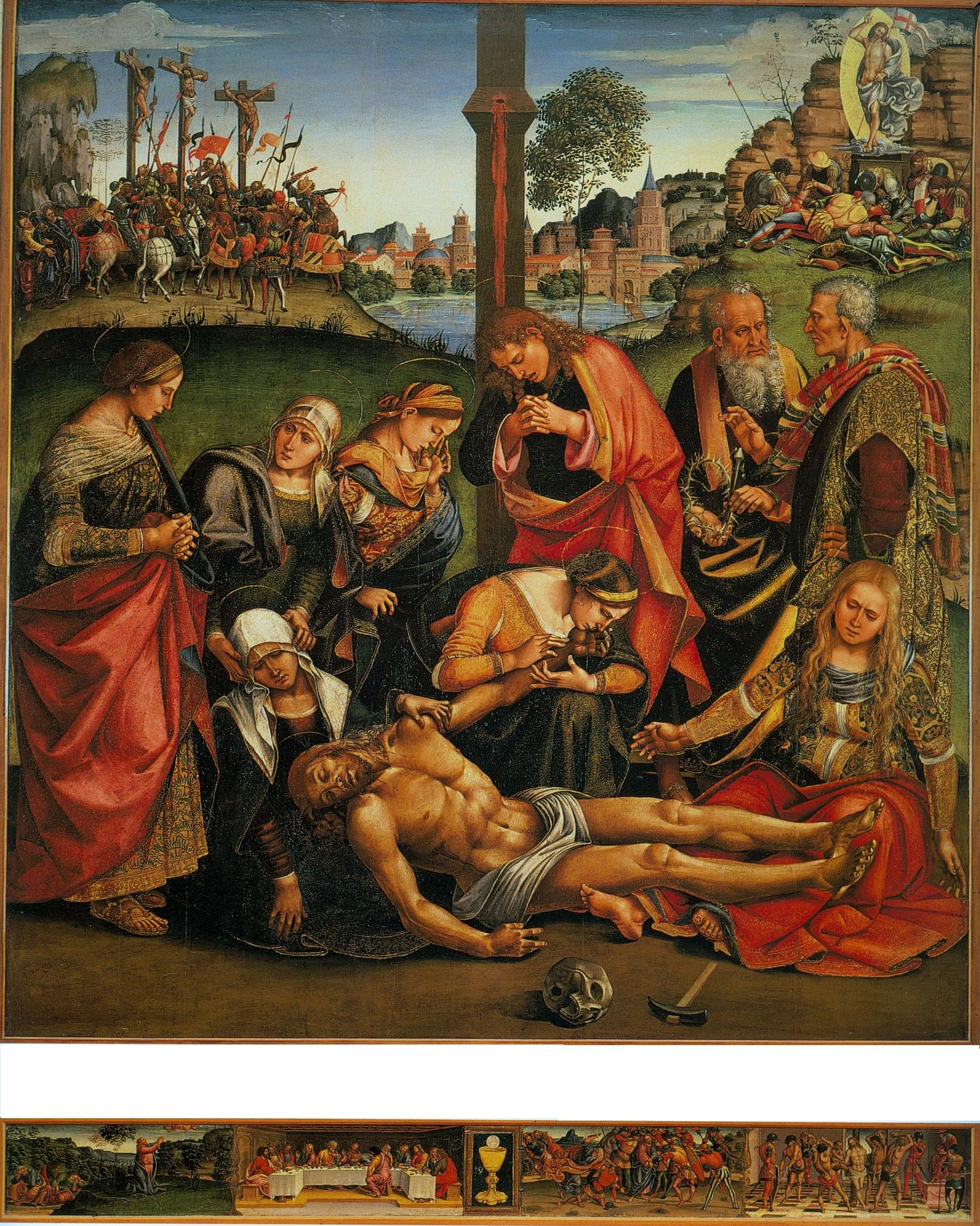
Obra principal y predela

La Lamentación sobre Cristo muerto es un cuadro de 1502 en óleo sobre tabla de Luca Signorelli, pintado para la iglesia de Santa Margherita y actualmente en el Museo Diocesano de Cortona. En el fondo izquierdo está la Crucifixión y en el fondo derecho la Resurrección.
Según la edición de 1568 de las  Vidas de los artistas de Vasari, en el verano de 1502 Signorelli recibió la noticia de la muerte de su hijo Antonio a causa de la peste en Cortona. Signorelli fue desde Orvieto a ver el cuerpo, lo hizo descubrir y, en palabras de Vasari, "con la mayor presencia de ánimo, sin llanto ni lágrimas, lo dibujó, queriendo ver siempre -a través del trabajo de sus manos- lo que la naturaleza le había dado y su enemiga fortuna le había quitado". Utilizó el dibujo en la obra Lamentación. Su estilo es similar al de los frescos de la  Capilla de San Brizio del artista, que casi había terminado en esa época. A su regreso a Orvieto, a finales de 1502, añadió al fresco una copia autógrafa de la obra.
Reunidos en torno al cuerpo de Jesús recién depositado en el suelo y sostenido por la Virgen desmayada, una mujer que le besa la mano y Magdalena que le sostiene las piernas, extendiendo los brazos en un gesto de desesperación. Alrededor se ven mujeres piadosas, Juan el Apóstol cruzando las manos en un triste lamento y dos hombres hablando sosteniendo clavos y la corona de espinas. En primer plano vemos una calavera, un típico memento mori del Calvario, y un martillo utilizado para clavar a Jesús. Algunos detalles macabros aumentan la intensidad expresiva de la escena, como el reguero de sangre que gotea de la base de la cruz.
En el fondo, las escenas de la Crucifixión y la Resurrección tienen lugar a ambos lados de la típica apertura paisajística de una ciudad con vistas a un lago.
La obra muestra un "apiñamiento dramático", con un concierto expresivo de emocionalidad en los personajes que, sin embargo, deja espacio para alguna digresión narrativa (los dos hombres con los símbolos de la Pasión), y una curiosidad psicológica en el muestreo de actitudes y aptitudes de los personajes reunidos en torno al cuerpo sin vida de Cristo. Van de la tristeza a la desesperación, de la preocupación a la angustia, de la aceptación al asombro. 
Una cierta sobreabundancia está ligada a las decoraciones doradas, sobre todo de las suntuosas túnicas, que puntúan la voluntad de Signorelli de entregarse a operaciones de "exhibicionismo artesanal" para complacer el gusto de los mecenas provincianos.

## Parte inferior del retablo
De estilo más rápido y probablemente realizado por los alumnos del maestro, pero basado en dibujos suyos, la predela muestra otras cuatro escenas de la Pasión de Cristo: Getsemaní, Última Cena, Prendimiento y Flagelación.

Parte inferior de la Lamentación